# Rhumspringe
Rhumspringe er en by og kommune i det centrale Tyskland, beliggende under Landkreis Göttingen, i den sydlige del af delstaten Niedersachsen. Kommunen, der har godt 1.850 indbyggere, er en del af amtet (samtgemeinde) Gieboldehausen.

## Geografi
Rhumspringe er beliggende ved den nordøstlige ende af det historiske landskab Eichsfeld (Untereichsfeld) og den sydlige ende af højdedraget Rotenbergs. Kommunen gennemløbes fra øst mod vest af floden Rhume, hvis kilde ligger nordøst for byen og er én af de største karstkilder i Europa med et gennemsnit på 2.000 liter vand pr. sekund.

### Nabokommuner
- Rüdershausen
- Duderstadt
- Herzberg am Harz
- Wollershausen

### Inddeling
Kommunen Rhumspringe, omfatter også den mod nordvestliggende bebyggelse Lütgenhausen.